# ヴァーシャーリ・タマーシュ
ヴァーシャーリ・タマーシュ（Vásáry Tamás, 1933年8月11日 - ）は、スイス国籍を持つハンガリー出身のピアニスト・指揮者。

## 経歴
ブダペストのリスト音楽アカデミーでエルンスト・フォン・ドホナーニらに師事し、その後は母校でコダーイ・ゾルターンの助手を務める。コダーイからスタインウェイのグランドピアノを贈られた。1948年にブダペストのリスト国際コンクールに優勝するが、1956年にハンガリーを出国してスイスに落ち着き、1960年と1961年に、西欧の主要な都市でデビューを果たす。それからロンドンに定住している。ピアニストとして、ロマン派音楽を中心に、ドイツ・グラモフォン・レーベルに数多くの録音を残しており、とりわけショパンやリスト、ユーリ・アーロノヴィチの指揮によるラフマニノフのピアノ協奏曲全集などが名高い。
近年は、ノーザン・シンフォニアの音楽監督や、ボーンマス・シンフォニエッタの首席指揮者に就任し、その他のイギリスやアメリカ合衆国のオーケストラにもピアニストや指揮者として共演している。また、ハンガリーに里帰りして、ブダペスト交響楽団とベートーヴェンやシューベルトの交響曲の全曲録音に取り組み、注目を集めている。特にベートーヴェンの交響曲第7番は史上最速とも言われるスピードで、フィナーレを正味6分で仕上げている。